# にっぽんの歌

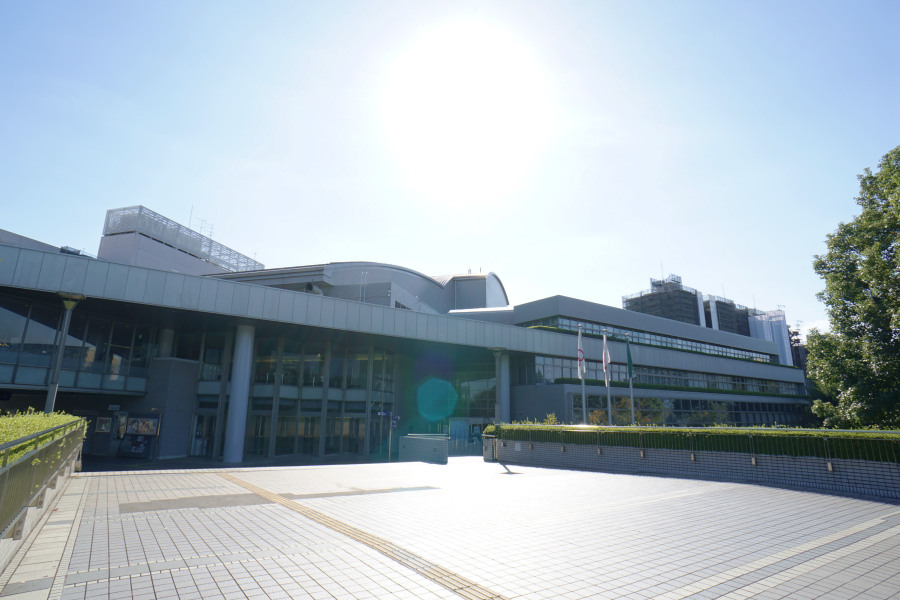
2024年の『年忘れ-』の公開放送が行われた相模女子大学グリーンホール

『にっぽんの歌』（にっぽんのうた）は、テレビ東京が毎年大晦日に放送する演歌・歌謡曲を中心とした音楽番組である。

## レギュラー版（1982年 - 1989年）
テレビ東京『にっぽんの歌』レギュラー版は、1982年10月25日から1989年3月28日まで放送された。司会は玉置宏と京唄子、1984年から渡辺友子、1988年頃から1989年は大場久美子が務めた。第1回からステレオ放送。放送時間は下記。
| 放送期間   | 放送期間   | 放送時間（JST）     |
| ---------- | ---------- | ------------------- |
| 1982.10.25 | 1986.9.22? | 月曜日21:00 - 21:54 |
| 1986.10.03 | 1988.3.25  | 金曜日21:00 - 21:54 |
| 1988.4.6   | 1989.3.28  | 火曜日21:00 - 21:54 |

1971年から1977年にかけてNETテレビが同名の番組にっぽんの歌 (NET)を放送した。

## 事実上の復活（2011年 - 2016年）
2011年10月13日から『木曜8時のコンサート〜名曲!にっぽんの歌〜』を放送開始して、「にっぽんの歌」の復活となった。2016年4月15日に金曜19時台へ移動して『金曜7時のコンサート〜名曲!にっぽんの歌〜』へ改題し、2016年9月9日まで5年間放送した。

## 来歴
東京12チャンネルが、1965年9月17日から1966年1月7日まで芥川隆行の司会で放送した『歌謡百年』と、1968年4月3日から1974年3月31日までコロムビア・トップ・ライトの司会で放送した『なつかしの歌声』、が嚆矢となる。
年末特集番組の放送は1966年12月31日の『歌こそわがふるさと』が最初で、1968年12月31日の『なつかしの歌声大会』が現在まで続く『年忘れにっぽんの歌』の第1回として起算されている。1969年に『なつかしの歌声・年忘れ大行進』へ改題してカラー放送へ移行する。1975年は『輝く日本の歌声・年忘れ大行進』、1976年から1979年は『きらめく日本の歌声・年忘れ大行進』、1980年から『年忘れにっぽんの歌』として放送している。2000年の『年忘れ-』以降はハイビジョンで制作している。
近年はJ-POPアーティストの出演が多い『NHK紅白歌合戦』に代わり『年忘れ-』を大晦日の出演目標とする演歌歌手が増えている。常連歌手らは他界や高齢による出演辞退などが増え、近年はテツandトモ、はなわ、笑福亭鶴光、左とん平（2008年『夏祭り-』）、小松政夫（同）などコミックソングの芸人や、田中健や村上弘明（ともに2008年『夏祭り-』）など俳優らの出演、松平健の「マツケンサンバ」全曲メドレーなど、番組内容は変化している。

## 年忘れにっぽんの歌
大晦日に放送する。歌舞伎座などから放送した時期もあった。2008年まで新宿コマ劇場から放送し、2008年12月31日は最終興行として催された。2009年から2014年まで、五反田ゆうぽうとホールから放送した。日本歌手協会会員歌手が一堂に集結し、『NHK紅白歌合戦』（以下紅白）に出場しない演歌歌手も多数出演する。
1980年代から、オープニングは大東京音頭、エンディングは1980年代ごろまで蛍の光を出演者全員で歌った。
2014年は3か所から中継した。スペシャルゲストではるな愛、勢翔太、サポーターとして東貴博（「和風総本家」）、柳原可奈子（「THEカラオケ★バトル」、「ドラGO!」）、すたーふらわー（「ふるさと再生 日本の昔ばなし」）が出演し、THE ALFEEの坂崎幸之助がコーナー「フォーク居酒屋」を担当した。2014年までは、紅白出場歌手は番組前半に出演し、終了後順次NHKホールへ移動した。後半は番組オリジナル出演者によるステージとなっている。2001年からBSジャパン（現：BSテレ東）は共同制作でサイマル放送したが2014年に打ち切りとなった。
2015年は、9月30日にゆうぽうとが閉鎖した事で会場をオリンパスホール八王子へ変更したが出演者の紅白への物理的な移動が困難になった事から生放送から事前収録へ変更し、ゴールデンタイム外の15:00 - 17:55に短縮して放送した。2016年も中野サンプラザで事前収録したが、放送時刻は16:00 - 19:00へ繰り下がった。
2017年は第50回の記念放送で、東京文化会館で2日間に分けて事前収録した。放送時間は16:00 - 22:00の6時間と過去最長で、3年ぶりにゴールデンタイムで放送した。この番組のために北島三郎が原譲二名義で作曲して青島利幸が作曲した「にっぽんの歌」を全出演者がフィナーレで合唱した。
2018年から2022年まで、中野サンプラザで2日に分けて事前収録し、16:00 - 22:00に放送した。
2020年は2019年新型コロナウイルスのために無観客で事前収録した。
2023年は中野サンプラザが閉館した事に伴い会場を明治座に変更したほか、地上波のみタマホームが冠スポンサーとなる。2024年は相模女子大学グリーンホールで開催。

## 夏祭りにっぽんの歌
毎年夏に『夏祭りにっぽんの歌』を放送した。1970年に『なつかしの歌声・郷愁の歌まつり』として開始し、1979年に『なつかしの歌声・第10回記念夏の紅白大行進』と改題したが、1980年以降現在まで『夏祭りにっぽんの歌』として定着した。会場は国際劇場、練馬文化センター、ゆうぽうとなどを経て2006年以降中野サンプラザで開催した。かつては藤山一郎らを始めとする1950年代までに活躍した「戦前派」の人気歌手らを、おもに扱ったが、近年これらは故人が多く1960年代から1980年代に人気を集めた歌手や演歌歌手らが出演する。
放送時期は当初から一定しなかったが、第29回（1998年）から7月第1金曜日〈第30回〈1999年〉は第2）に固定された。第8回（1977年）から第19回（1988年）まで2部構成で放送した。第13回（1982年）からステレオ放送へ移行した。
2011年に番組名を『プレミア音楽祭2011夏〜頑張ろう!にっぽんの歌〜』へ改題し、演歌や歌謡曲以外のジャンルのアーティストも出演する特別番組とした。『プレミア-』の第1回は2011年7月1日に中野サンプラザから生放送し、TXN各局と一部独立局の地上波とBSジャパンで同時放送した。
2012年から2015年まではレギュラー番組『木曜8時のコンサート〜名曲!にっぽんの歌〜』の特別版として『木曜8時のコンサート〜夏祭りにっぽんの歌〜』を2週連続で放送し、第19回（1988年）以来24年ぶりに2部構成で放送した。中野サンプラザから公開放送は継続するが、生放送は収録となり、BSジャパンはサイマル放送を終了した。2013年と2016年は1週のみ放送し、2016年は『日曜ビッグバラエティ』枠で放送した。2017年は7月5日に収録し、ネットワークセールス枠からローカルセールス枠へ移項して8月12日11:03 - 14:00に、原則テレビ東京のみで放送した。2018年は7月25日に収録して、8月4日12:01 - 14:25に放送した。2015年と2016年の『年忘れ-』同様にゴールデンタイムから外れる。
2011年に放送を開始した『プレミア-』は、『夏祭り-』の別番組として2013年まで放送し、2014年以降は後継番組となる『テレ東音楽祭』を放送する。
2020年は新型コロナウイルスの影響で中止となり以後『年忘れ-』に統合される形で打ち切られた。
テレビ東京は『夏祭りにっぽんの歌』の放送回数を、1970年放送の『なつかしの歌声・郷愁の歌まつり』を第1回として起算し、『プレミア-』の2011年放送分を含んでいる。

## 秋祭りにっぽんの歌
『秋祭りにっぽんの歌2016』と題して2016年9月19日14:00 - 16:00に放送した。中野サンプラザで2016年7月13日に『夏祭りにっぽんの歌2016』（8月14日放送）、7月14日に当番組、2日連続で収録した。天童よしみは「だまって俺について来い」で大トリを務めた。

## 春祭りにっぽんの歌
ティー・エックス・エヌ九州（現：TVQ九州放送）開局記念として『TXNネットワーク縦貫記念企画 にっぽんの歌・春のスペシャル』と題して福岡サンパレスで収録したものを1991年4月1日19:00 - 20:54に放送した他、『テレビ大阪開局35周年記念特別企画 春祭りにっぽんの歌』と題して2017年3月16日19:58 - 21:48に放送した。梅田芸術劇場で2017年3月9日に収録した。石川さゆりは「天城越え」で大トリを務めた。

## スペシャル版放送日

### 夏祭りにっぽんの歌
| 回 | 放送日                 | 収録日          | 会場             | トリ                              | 大トリ（第2部時）             |
| -- | ---------------------- | --------------- | ---------------- | --------------------------------- | ----------------------------- |
| 1  | 1970年8月4日           | （生放送）      | サンケイホール   | 東海林太郎 「野崎小唄」           |                               |
| 2  | 1971年8月8日           | （生放送）      | サンケイホール   | 東海林太郎 「野崎小唄」           |                               |
| 3  | 1972年8月13日          | （生放送）      | 東京厚生年金会館 | 東海林太郎 「国境の町」           |                               |
| 4  | 1973年7月15日          | （生放送）      |                  | 藤山一郎 「酒は涙か溜息か」       |                               |
| 5  | 1974年7月7日           | （生放送）      | 中野サンプラザ   | 藤山一郎 「夢淡き東京」           |                               |
| 6  | 1975年7月6日           | （生放送）      | 文京公会堂       | 藤山一郎 「長崎の鐘」             |                               |
| 7  | 1976年7月4日           | （生放送）      |                  |                                   |                               |
| 8  | 1977年7月3・10日       | 1977年6月30日   | 国際劇場         | 田端義夫 「ふるさとの燈台」       | 藤山一郎 「東京ラプソディー」 |
| 9  | 1978年7月8・9日        |                 | 国際劇場         | 霧島昇 「誰か故郷を想わざる」     | 藤山一郎 「夢淡き東京」       |
| 10 | 1979年7月14・15日      |                 | 国際劇場         |                                   |                               |
| 11 | 1980年7月5・6日        |                 | 国際劇場         |                                   |                               |
| 12 | 1981年7月11・12日      |                 | 国際劇場         |                                   |                               |
| 13 | 1982年7月18・19日      | 同年7月12日     | ゆうぽうと       |                                   |                               |
| 14 | 1983年7月17・18日      |                 | 練馬文化センター |                                   |                               |
| 15 | 1984年7月13・14日      | 同年6月21日     | 中野サンプラザ   |                                   |                               |
| 16 | 1985年7月22・26日      | 同年6月20日     | 中野サンプラザ   |                                   |                               |
| 17 | 1986年7月21・28日      |                 | 中野サンプラザ   |                                   |                               |
| 18 | 1987年7月20・27日      |                 | 中野サンプラザ   |                                   |                               |
| 19 | 1988年7月21・23日      |                 |                  |                                   |                               |
| 20 | 1989年7月25日          |                 |                  |                                   |                               |
| 21 | 1990年7月16日          | 同年7月6日      | ゆうぽうと       |                                   |                               |
| 22 | 1991年7月15日          | 同年7月5日      | ゆうぽうと       |                                   |                               |
| 23 | 1992年7月13日          |                 | ゆうぽうと       |                                   |                               |
| 24 | 1993年7月20日          |                 |                  |                                   |                               |
| 25 | 1994年7月26日          | （生放送）      |                  |                                   |                               |
| 26 | 1995年7月26日          | （生放送）      |                  |                                   |                               |
| 27 | 1996年7月5日           | （生放送）      | ゆうぽうと       | 二葉あき子 「恋の曼珠沙華」       |                               |
| 28 | 1997年7月14日          | （生放送）      | ゆうぽうと       | 二葉あき子 「夜のプラットホーム」 |                               |
| 29 | 1998年7月3日           | （生放送）      | ゆうぽうと       |                                   |                               |
| 30 | 1999年7月9日           | （生放送）      | ゆうぽうと       |                                   |                               |
| 31 | 2000年7月7日           | （生放送）      | ゆうぽうと       |                                   |                               |
| 32 | 2001年7月6日           | （生放送）      | ゆうぽうと       | 島倉千代子 「人生いろいろ」       |                               |
| 33 | 2002年7月5日           | （生放送）      | ゆうぽうと       | 大津美子 「ここに幸あり」         |                               |
| 34 | 2003年7月4日           | （生放送）      | ゆうぽうと       | ペギー葉山 「学生時代」           |                               |
| 35 | 2004年7月2日           | （生放送）      | ゆうぽうと       | 五木ひろし 「山河」               |                               |
| 36 | 2005年7月1日           | （生放送）      | ゆうぽうと       | 橋幸夫 「いつでも夢を」           |                               |
| 37 | 2006年7月7日           | （生放送）      | 中野サンプラザ   | 橋幸夫 「盆ダンス」               |                               |
| 38 | 2007年7月6日           | （生放送）      | 中野サンプラザ   | 五木ひろし 「夜空」               |                               |
| 39 | 2008年7月4日           | （生放送）      | 中野サンプラザ   | 前川清 「男と女の破片」           |                               |
| 40 | 2009年7月3日           | （生放送）      | 中野サンプラザ   | 北島三郎 「まつり」               |                               |
| 41 | 2010年7月2日           | （生放送）      | 中野サンプラザ   | オペラ歌手4人 「花」              |                               |
| 42 | 2011年7月1日           | （生放送）      | 中野サンプラザ   | 五木ひろし・小椋佳 「山河」       |                               |
| 43 | 2012年8月2・9日        | 2012年7月5・6日 | 中野サンプラザ   | 石川さゆり 「風の盆恋歌」         | 五木ひろし 「契り」           |
| 44 | 2013年8月1日           | 2013年7月4日    | 中野サンプラザ   | 八代亜紀 「おんな港町」           |                               |
| 45 | 2014年7月31日・8月7日  | 2014年7月2・3日 | 中野サンプラザ   | 大月みやこ 「女の駅」             | 八代亜紀 「もう一度逢いたい」 |
| 46 | 2015年8月13日・8月20日 | 2015年7月1・2日 | 中野サンプラザ   | 五木ひろし 「長良川艶歌」         | 小林幸子 「おもいで酒」       |
| 47 | 2016年8月14日          | 2016年7月13日   | 中野サンプラザ   | 八代亜紀 「しのび恋」             |                               |
| 48 | 2017年8月12日          | 2017年7月5日    | 中野サンプラザ   | 小林幸子 「千本桜」               |                               |
| 49 | 2018年8月4日           | 2018年7月25日   | 中野サンプラザ   | 小林幸子 「もしかして」           |                               |
| 50 | 2019年8月24日          | 2019年7月24日   | 中野サンプラザ   | 五木ひろし 「ふるさと」           |                               |

### 年忘れにっぽんの歌
- 放送日は全て12月31日。

| 回 | 放送年 | 収録日           | 会場                       | トリ                                  |
| -- | ------ | ---------------- | -------------------------- | ------------------------------------- |
| 1  | 1968年 | （生放送）       | 神田共立講堂               | 東海林太郎 「野崎小唄」               |
| 2  | 1969年 | （生放送）       | 歌舞伎座                   | 東海林太郎 「赤城の子守唄」           |
| 3  | 1970年 | （生放送）       | 歌舞伎座                   | 東海林太郎 「野崎小唄」               |
| 4  | 1971年 | （生放送）       | 歌舞伎座                   | 東海林太郎 「野崎小唄」               |
| 5  | 1972年 | （生放送）       | 歌舞伎座                   | 藤山一郎 「東京ラプソディー」         |
| 6  | 1973年 | （生放送）       | 歌舞伎座                   | 藤山一郎 「東京ラプソディー」         |
| 7  | 1974年 | （生放送）       | 歌舞伎座                   | 藤山一郎 「丘を越えて」               |
| 8  | 1975年 | （生放送）       | 歌舞伎座                   | 藤山一郎 「丘を越えて」               |
| 9  | 1976年 | （生放送）       | 歌舞伎座                   | 藤山一郎 「東京ラプソディー」         |
| 10 | 1977年 | （生放送）       | 歌舞伎座                   | 藤山一郎 「丘を越えて」               |
| 11 | 1978年 | （生放送）       | 歌舞伎座                   | 藤山一郎 「青い山脈」                 |
| 12 | 1979年 | （生放送）       | 歌舞伎座                   | 淡谷のり子 「別れのブルース」         |
| 13 | 1980年 | （生放送）       | 歌舞伎座                   | 淡谷のり子 「愛の賛歌」               |
| 14 | 1981年 | （生放送）       | 歌舞伎座                   | 藤山一郎 「青い山脈」                 |
| 15 | 1982年 | （生放送）       | 歌舞伎座                   |                                       |
| 16 | 1983年 | （生放送）       | 歌舞伎座                   |                                       |
| 17 | 1984年 | （生放送）       | 歌舞伎座                   |                                       |
| 18 | 1985年 | （生放送）       | 歌舞伎座 テレビ東京        |                                       |
| 19 | 1986年 | （生放送）       | 歌舞伎座                   |                                       |
| 20 | 1987年 | （生放送）       | 歌舞伎座                   |                                       |
| 21 | 1988年 | （生放送）       | 歌舞伎座 テレビ東京        |                                       |
| 22 | 1989年 | （生放送）       | 歌舞伎座                   | 森田公一 「青春時代」                 |
| 23 | 1990年 | （生放送）       | 歌舞伎座                   | 藤山一郎 「夢淡き東京」               |
| 24 | 1991年 | （生放送）       | 新宿コマ劇場               |                                       |
| 25 | 1992年 | （生放送）       | 新宿コマ劇場               | 藤山一郎 「丘は花ざかり」「青い山脈」 |
| 26 | 1993年 | （生放送）       | 新宿コマ劇場               |                                       |
| 27 | 1994年 | （生放送）       | 新宿コマ劇場               | 並木路子 「リンゴの唄」               |
| 28 | 1995年 | （生放送）       | 新宿コマ劇場               | 並木路子 「リンゴの唄」               |
| 29 | 1996年 | （生放送）       | 新宿コマ劇場 テレビ東京    | 二葉あき子 「さよならルンバ」         |
| 30 | 1997年 | （生放送）       | 明治座 テレビ東京          |                                       |
| 31 | 1998年 | （生放送）       | 明治座                     |                                       |
| 32 | 1999年 | （生放送）       | 明治座                     | 並木路子 「リンゴの唄」               |
| 33 | 2000年 | （生放送）       | 明治座                     | 並木路子 「リンゴの唄」               |
| 34 | 2001年 | （生放送）       | 新宿コマ劇場               |                                       |
| 35 | 2002年 | （生放送）       | 新宿コマ劇場               |                                       |
| 36 | 2003年 | （生放送）       | 新宿コマ劇場               | 松山恵子 「お別れ公衆電話」           |
| 37 | 2004年 | （生放送）       | 新宿コマ劇場               | 青木光一 「柿の木坂の家」             |
| 38 | 2005年 | （生放送）       | 新宿コマ劇場               | 水前寺清子 「三百六十五歩のマーチ」   |
| 39 | 2006年 | （生放送）       | 新宿コマ劇場               | 橋幸夫 「恋をするなら」               |
| 40 | 2007年 | （生放送）       | 新宿コマ劇場               | ペギー葉山 「南国土佐を後にして」     |
| 41 | 2008年 | （生放送）       | 新宿コマ劇場               | 八代亜紀 「舟唄」                     |
| 42 | 2009年 | （生放送）       | ゆうぽうと                 | ペギー葉山 「学生時代」               |
| 43 | 2010年 | （生放送）       | ゆうぽうと                 | 八代亜紀 「おんな港町」               |
| 44 | 2011年 | （生放送）       | ゆうぽうと                 | 大津美子 「ここに幸あり」             |
| 45 | 2012年 | （生放送）       | ゆうぽうと                 | 島倉千代子 「からたち日記」           |
| 46 | 2013年 | （生放送）       | ゆうぽうと                 | ペギー葉山 「学生時代」               |
| 47 | 2014年 | （生放送）       | ゆうぽうと                 | 八代亜紀 「もう一度逢いたい」         |
| 48 | 2015年 | 同年12月10日     | オリンパスホール八王子     | 北島三郎 「風雪ながれ旅」             |
| 49 | 2016年 | 同年12月14日     | 中野サンプラザ             | 五木ひろし 「山河」                   |
| 50 | 2017年 | 同年12月6・7日   | 東京文化会館               | 川中美幸 「ふたり酒」                 |
| 51 | 2018年 | 同年12月11・12日 | 中野サンプラザ             | 小林幸子 「雪椿」                     |
| 52 | 2019年 | 同年12月11・12日 | 中野サンプラザ             | 小林幸子 「もしかして」               |
| 53 | 2020年 | 同年12月15・16日 | 中野サンプラザ             | 大月みやこ 「女の港」                 |
| 54 | 2021年 | 同年12月15・16日 | 中野サンプラザ             | 五木ひろし 「山河」                   |
| 55 | 2022年 | 同年12月14・15日 | 中野サンプラザ             | 五木ひろし 「ふるさと」               |
| 56 | 2023年 | 同年12月13・14日 | 明治座                     | 五木ひろし 「契り」                   |
| 57 | 2024年 | 同年12月17・18日 | 相模女子大学グリーンホール | 大月みやこ 「女の港」                 |

### 参考資料
- 第41回「年忘れ-」は放送日が新宿コマ劇場営業最終日に当たり、番組のエンディングで「新宿コマ劇場 52年間夢をありがとう」と表示した。

## 歴代の司会者

### レギュラー版（1982年 - 1989年）
- 玉置宏
- 京唄子（初代女性司会者）
- 渡辺友子（2代目女性司会者）
- 大場久美子（3代目女性司会者）

### 夏祭り・年忘れ（スペシャル）版
- コロムビア・トップ・ライト（初代司会者）
- 宮田輝
- 玉置宏（年忘れは1978 - 2000年。夏祭りは1979 - 2004年）
- 徳光和夫（年忘れは2001年以降現在まで、夏祭りは2005 - 2010年）
- 竹下景子（年忘れは2001年以降、現在まで担当）
- 青空千夜・一夜
- ミヤコ蝶々
- 木原光知子
- 江利チエミ
- 由紀さおり
- 京唄子
- 渡辺友子
- うつみ宮土理
- 井上順
- 夏木ゆたか
- 松居直美
- 立川志らく
- 田中義剛
- 水前寺清子(96年2部のみ)
- うつみ宮土理
- 酒井ゆきえ
- 東ちづる
- モト冬樹
- 島崎和歌子
- 榊原郁恵
- 徳光正行（2006年年忘れ）
- 中山秀征（2006年年忘れ以降、2006 - 2017年夏祭り）
- 森口博子（2006年年忘れ）
- はなわ（2007年夏祭り）
- 青木さやか（2008年夏祭り）
- 大橋未歩（2007年夏祭り）
- 大江麻理子（2007年、2009年夏祭り）
- 松丸友紀（2009年夏祭り以降現在まで） など
- 宮本隆治（夏祭りは2012年以降現在まで、2016年秋祭り）
- 木下隆行（TKO、2018年夏祭り）

## 大東京音頭
かつて、「夏祭り-」は『大東京音頭』（作詞：滝田常晴、補作：藤田まさと、作曲：遠藤実）を出演者全員で歌った。この曲は東京12チャンネル（現・テレビ東京）の開局15周年の企画で制作されたもので、歌詞を一般視聴者から公募。3000人の応募から選ばれた。1979年4月12日に東京12チャンネルで生中継された『楽しさ12か月歌のグランドフェスティバル』にて発表。レコード会社10社により競作された。1979年5月〜12月に競作累計で30万枚、最終的には競作累計で100万枚を売り上げ、NHKや各民放局の歌番組でも歌われた。

### レコード
- 都はるみ（日本コロムビア AK-185）
  1. 大東京音頭
  2. DISCO GREAT TOKYO（インストゥルメンタル）
- 高橋キヨ子（日本クラウン CW-1842）
  1. 大東京音頭
  2. 東京ばやし（歌：吾妻栄二郎・由岐ひろみ）
- 橋幸夫・金沢明子（ビクターレコード SV-6588） - 大東京音頭 (橋幸夫の曲)を参照。
  1. 大東京音頭
    - 編曲：前田俊明、伴奏：ビクター・オーケストラ

  2. 秩父路（歌：橋幸夫）
- 葵ひろ子（東芝EMI TP-10576）
  1. 大東京音頭
  2. 大東京音頭（カラオケ）
- 響たみお（ポリドール・レコード DR-6319）
  1. 大東京音頭
  2. 横町音頭
- 野路由紀子（RCAレコード RVS-1180）
  1. 大東京音頭
  2. 夢追い小唄
- くらや日女（トリオレコード 3B-159）
  1. 大東京音頭
  2. 大東京小唄
- 三波春夫（テイチク RS-168）
  1. 大東京音頭
  2. 大東京小唄
- 渥美二郎・神谷美和子（CBS・ソニー 06SG-24）
  1. 大東京音頭
  2. 大東京小唄（歌：神谷美和子）
- 三橋美智也・藤野とし恵（キングレコード GK-6053）
  1. 大東京音頭
  2. ふるさと便り（歌：早坂光枝）

## 楽曲「にっぽんの歌」
- 「年忘れにっぽんの歌」50回を記念して制作された楽曲[11]。作詞：青島利幸、原譲二（北島三郎のペンネーム）、作曲：原譲二。2017年12月31日の『第50回年忘れにっぽんの歌』でテレビ初披露された[11][12]。

### CD・カセット
- 『にっぽんの歌』（作詞：青島利幸、原譲二、作曲：原譲二、編曲：丸山雅仁、歌：北島三郎。日本クラウン CRCN-3617／CRSN-3617 2018年1月1日発売）

## スタッフ

### 第57回年忘れにっぽんの歌
- 音楽・指揮：義野裕明、福嶋頼秀、桐山絵里子
- 構成：いえこのぶゆき、小高弘嗣（小高→以前は監修）
- 演奏：サウンドギャラクシー、大河内涼子ストリングス
- 協力︰テレビ東京ミュージック、テクノマックス、テレビ東京アート、テクノマックスビデオセンター ほか
- 制作進行：菊地真衣、加藤亞生、山﨑凛
- ディレクター：沼尻高明（以前はロケディレクター）、三富達郎（三富→以前はロケディレクター→ディレクター→一時離脱→復帰）
- 演出：南岡広紀（以前はディレクター）
- プロデューサー・総合演出：宇賀神敬行（以前はディレクター→一時離脱→演出→総合演出）
- プロデューサー：大山比桃美、植木栄次、藤本元（藤本→一時離脱→復帰）
- チーフプロデューサー：星俊一（第55回-、以前はディレクター→プロデューサー）
- 制作協力：エムファーム
- 製作著作：テレビ東京

過去のスタッフ
- 構成：松原史明、青島利幸、山田耕三（山田→以前は演出）、栗田智也、中村健太郎、オグロテツロウ、廣田勇人/青島美幸
- 音楽・指揮：水谷良一、荒木圭男、宮川泰、京建輔、フラワーアンサンブル
- 構成補：戸田倫彰、森田雅人、大原夕季
- 演出補：只野研治、脇坂清人、桧山岳彦、岩尾庄一郎、板川侑右、真船佳奈、杉田美都、戸田祐介、佐藤裕奈、藤井和真（佐藤・藤井→共に一時離脱→復帰）
- 制作進行：佐藤裕奈、菊地真衣、中川凌、湊慧（佐藤・中川→共に以前は演出補）
- ディレクター：田中康則、平山大吾、柴幸伸、植田郁子（植田→以前は演出補→一時離脱）、村田知佳、佐々木明夫
- プロデューサー：倉持輝男、高橋康久、橋山厚志、大島信彦（大島→第25回は演出）、牛原隆一、宮川幸二、長田剛、勝田昭、櫻田宣弘（牛原・長田・櫻田→共に一時離脱→復帰）
- 統括プロデューサー：川原愼
- チーフプロデューサー：大原潤三、関光晴（関→以前はプロデューサー）、縄谷太郎（縄谷→第49回）、髙野学（髙野→第50回）、越山進（越山→第51回）
- エグゼクティブ・プロデューサー：井関勇人（第52-54回はチーフプロデューサー→一時離脱、以前はプロデューサー）
- 制作協力：PROTX、ウィニング・ラン

### 第50回夏祭りにっぽんの歌
- 構成：武田浩、栗田智也
- 音楽：村山達彦
- ディレクター：花蔭篤、沼尻高明
- 演出：黒田豊秋
- プロデューサー：星俊一（以前は演出）、長田剛（一時離脱→復帰）、藤本元
- チーフプロデューサー：井関勇人（以前はプロデューサー）
- 制作協力：エムファーム（一時離脱→復帰）
- 製作著作：テレビ東京

過去のスタッフ（夏祭りにっぽんの歌）
- 構成：松原史明（松原→以前は構成→スーパーバイザー）、青島利幸、青島美幸、山田耕三（山田→以前は演出、一時離脱）
- 音楽・指揮：蔦将包、京建輔、義野裕明（義野→以前は音楽のみ）、福嶋頼秀
- 指揮：豊岡豊
- 演奏：サウンドギャラクシー、フラワーアンサンブル
- ディレクター：只野研治
- 演出：毛利元海、越前勉、吉川正孝、平山大吾、宇賀神敬行
- プロデューサー：福良好申、加藤満男、高橋康久、倉持輝男、関光晴、牛原隆一（牛原→以前は演出）、宮川幸二、勝田昭
- チーフプロデューサー：大島信彦、大原潤三（共に以前はプロデューサー）
- 統轄プロデューサー：川原愼
- 制作協力：BSジャパン、ウィニング・ラン

## 備考・その他
- 1985年7月に福島テレビは『三枝の愛ラブ!爆笑クリニック』（関西テレビ）を打ち切り、新番組として『にっぽんの歌』を最終回の直前回まで放送した。最終回は2時間特番のため放送しなかった。後番組は『クイズ地球まるかじり』（テレビ東京）となり、長らく火曜22時はフジ系番組の差し替えが続いた。
- 「年忘れ-」は、 平成新局が多数開局されるまで、『NHK紅白歌合戦』や『日本レコード大賞』が高視聴率をあげ自系列局にキラーコンテンツがない頃は準キー局・フルネット局以外のテレビ朝日・フジ・日本テレビ系の地方局（特に2 - 3局地域のクロスネット局）が深夜枠で時差ネットをして全国をほぼカバーしていた。テレビ大阪開局前はサンテレビやKBS京都にも同時ネットし、毎日放送でも日付が変わって元日になってから未明に放送し、かつ毎日放送を発局とする形で山陽放送や中国放送[注 6]などにもマイクロネットし、テレビ愛知開局前は中京テレビが元日未明に放送した。テレビ東京は中京広域圏で関係する中京テレビへ優先してネットし、テレビ東京から同時ネット率が高かった岐阜放送や三重テレビは放送しなかった。
- 現在はTXN系列の他、びわ湖放送・奈良テレビ・テレビ和歌山・ぎふチャン・三重テレビで同時ネットで放送されている（放送局の編成の都合により非ネットまたは飛び乗り放送の場合もある）。
- 一部系列外局は後日番組販売により、通しあるいは前・後編に分けて放送する石川テレビなどのほか、短縮編集版を放送する局もあった。
- 青森テレビや東北放送などは『年忘れ-』を1月1日未明（12月31日深夜）に時差・短縮放送していたが、2006年（2005年）以降は行われていない[注 7]。現在1月1日未明に時差ネットを行っていた局における当該時間帯は、キー局番組の同時ネットなどを放送している。また、青森テレビでは、1984年（1983年）頃、農協の共済がメインスポンサーで「農協共済アワー 懐かしのヒットパレード」というタイトルで放送されていた。
- 2001年に共同制作の名目でBSジャパン（現：BSテレ東）とのサイマル放送を開始。以降BS受信設備さえあれば日本全国隈なく視聴可能となり、地上波との間で共通化が図られていたが、そのCM枠も、2008年の『第39回夏祭り-』頃（世界金融危機の影響が表面化し始めた時期とほぼ重なる）よりBS側への番組提供を取り止めるスポンサーが急増。その傾向が更に顕著となった2010年の『第41回夏祭り-』では、BSジャパンでもCMの放映を行った地上波スポンサーは2社となる。
- 加えてBSジャパンの放送も2011年を最後に一旦終了。TXN系列の放送エリア内でありながら中継局がなくケーブルテレビを含めて直接受信できない地域やTXN系列がなく、かつ番組販売も行われない地域では再び視聴できない状況となった。2012年にテレビ北海道の中継局が開局済あるいは試験放送を行なっている地区では滑り込みで実質BSから地上波へ引き継がれる形となった。
- 2018年の『夏祭り-』はテレビ東京とテレビ北海道のみの同時ネットでそれ以外のTXN系列ではテレビ愛知は9月2日、テレビせとうちは9月17日、テレビ大阪は9月29日に遅れネットで放送されたものの、残るTVQ九州放送では放送されなかった。
- 2019年の『夏祭り-』は『土曜スペシャル』枠を含めた時間帯の放送で、通常放送するテレビ東京とテレビ愛知のみの同時ネットする。それ以外のTXN系列ではテレビ北海道は9月5日、テレビ大阪は9月7日、テレビせとうちは9月16日に遅れネットで放送されたものの、残るTVQ九州放送では当年も放送されなかった。
- 2019年の『年忘れ-』はBSテレ東で翌2020年1月13・14日のゴールデンタイムに2分割の編成の上遅れネットながらもBSでの放送が8大会ぶりに復活し、2020年もBSテレ東は2021年1月18・19日に同様の編成を組んだ。
- 2021年の『年忘れ-』はTVerやネットもテレ東にて番組終了直後から翌2022年1月7日まで配信による放送が行われた。BSテレ東では翌2022年2月3・10日17:58 - 19:49と2月17日17:58 - 20:49に3分割編成で放送した。
- 2022年の『年忘れ-』はBSテレ東では翌2023年4月5・6日の17:58 - 20:54に、2023年は翌2024年3月13日の17:54 - 20:54と14日の17:54 - 20:49に、2024年は翌2025年3月12・13日の17:56 - 21:00に2分割の編成の上で放送されるがTVerやネットもテレ東の放送は見送られた。